# 阿鲁米古拉惹马里安曼庙
阿鲁米古拉惹马里安曼庙（英語：Arulmigu Rajamariamman Devasthanam Temple）是马来西亚柔佛州新山市最古老的印度教寺庙（亦称为兴都教寺庙），其建筑风格为达罗毗荼式（Dravidian Architecture）。其位置处于市中心纱玉河河畔，主要为该市的泰米尔印度教教徒提供服务。由于建筑和历史意义，以成为市中心的一个主要的旅游景点。

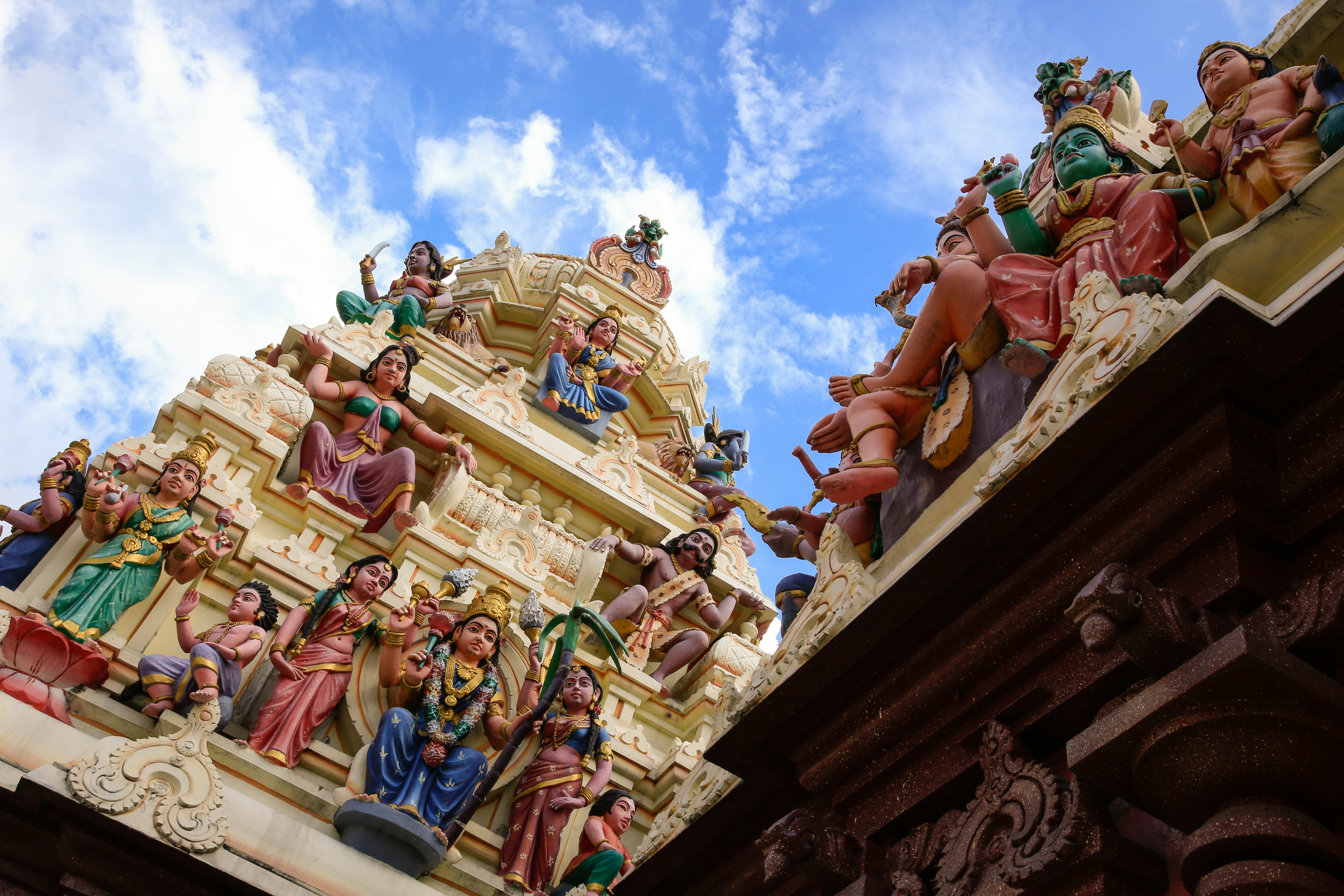
阿鲁米古拉惹马里安曼庙雕刻

这座美丽的印度教寺庙拥有华丽的雕刻，虔诚的艺术品和高塔及色彩鲜艳塔门（gopuram）的入口，是新山印度教社区的核心。

## 战车游行
阿鲁米古拉惹马里安曼庙庆祝的主要节日是 阿迪乌南（Aadiuram）。它每年在泰米尔年的阿迪（Aadi）月份举行十天。第一次举旗仪式 （Aadipuram）于1987年7月20日举行。庆典的第九天，战车载着斯里维那亚加尔（Sri Vinayagar）、（Sri Murugan）斯里穆鲁干和他的妃子的神像的战车游行。随后是另一辆战车载着阿鲁米古拉惹马里安曼神像（Arulmigu Rajamariamman）的战车，在新山市周围盛况宏伟。战车游行是这个节日的亮点，约有 15,000 名奉献者和祝福者在新山的街道上排队见证这一活动。

## 图库

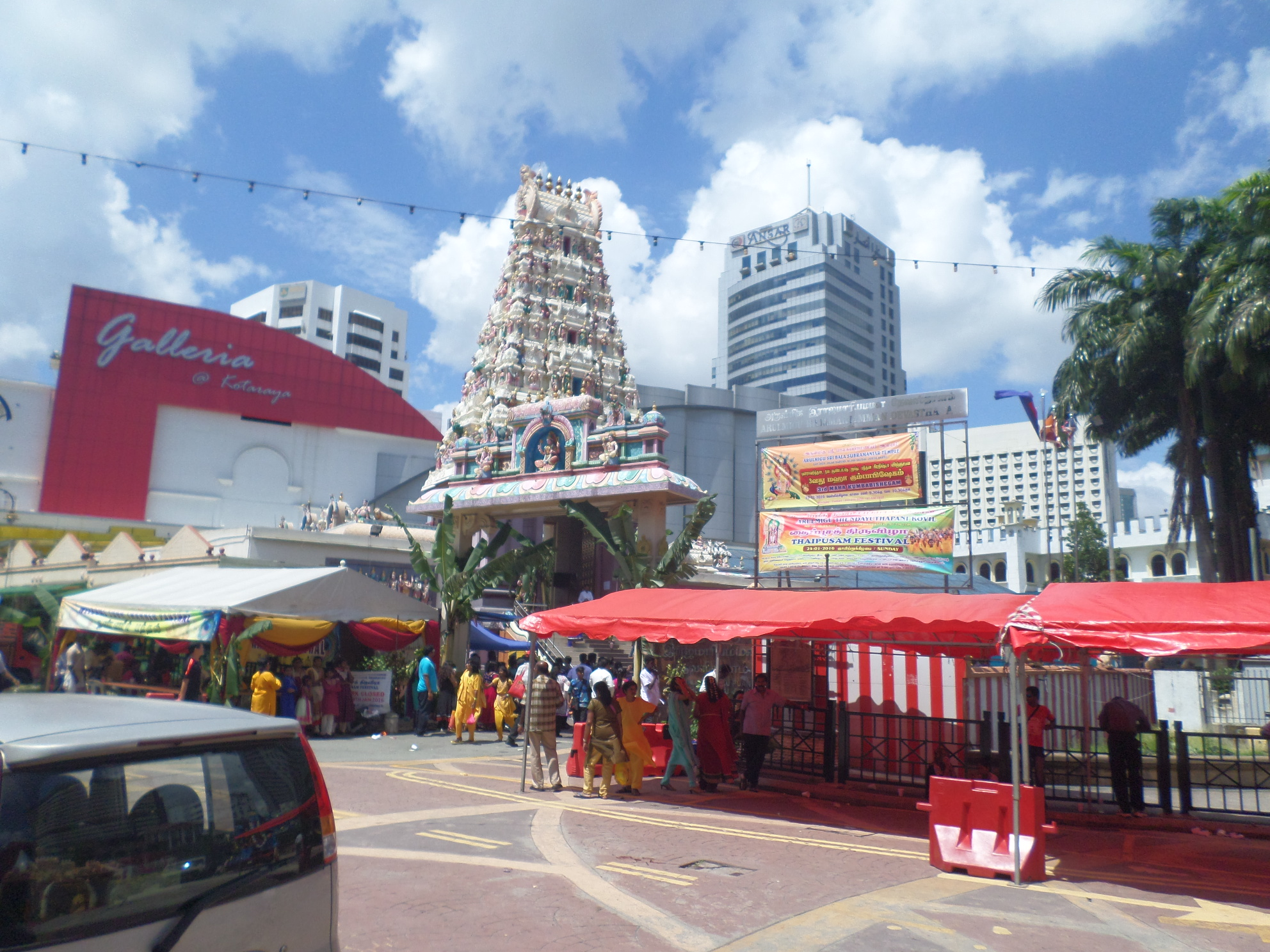
寺庙一览
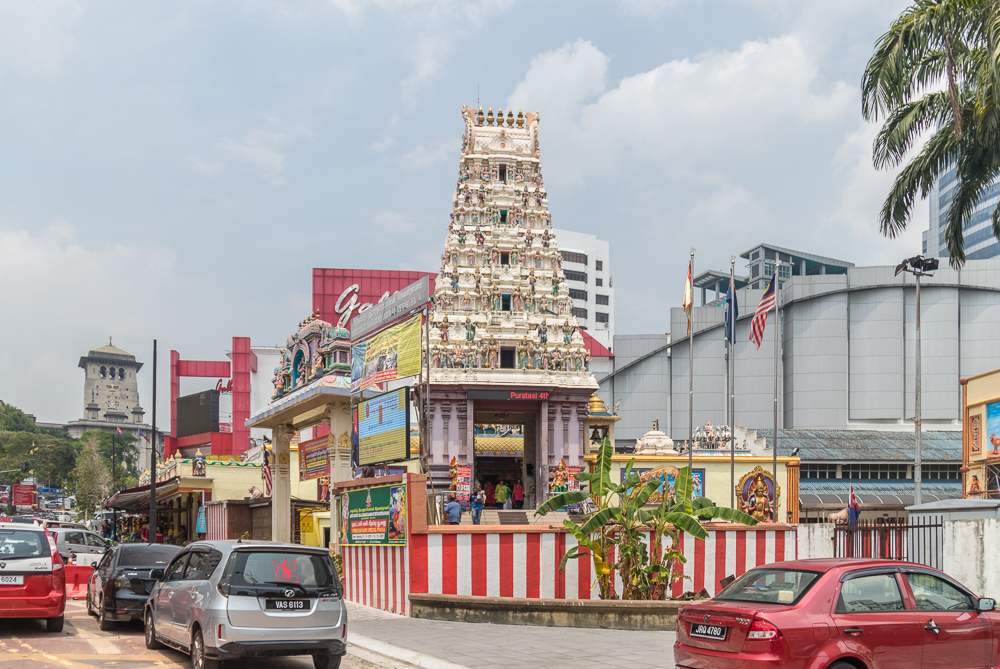
寺庙一览
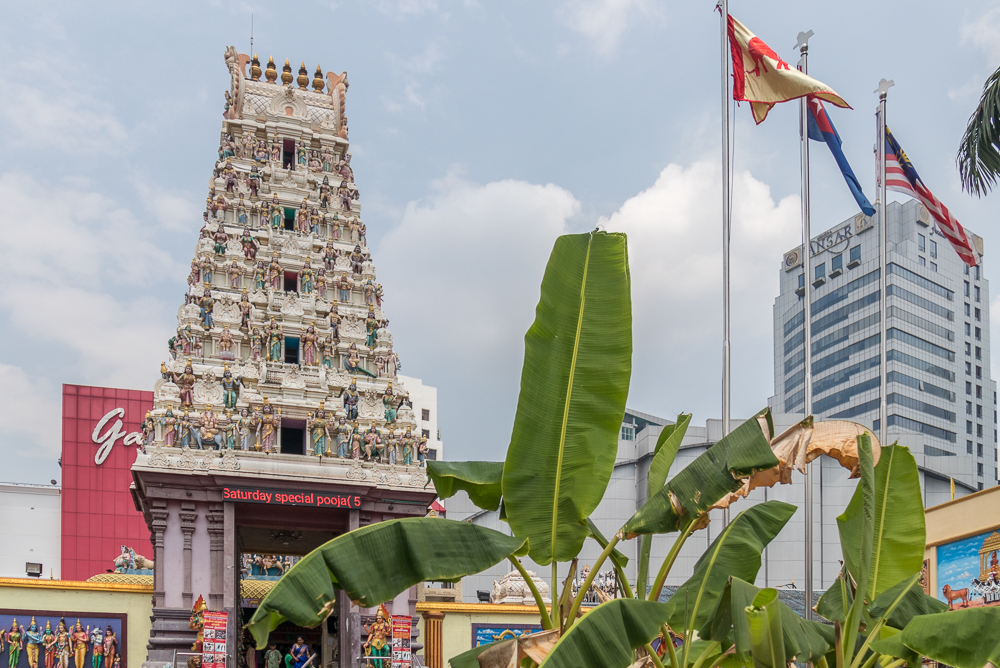
寺庙一览
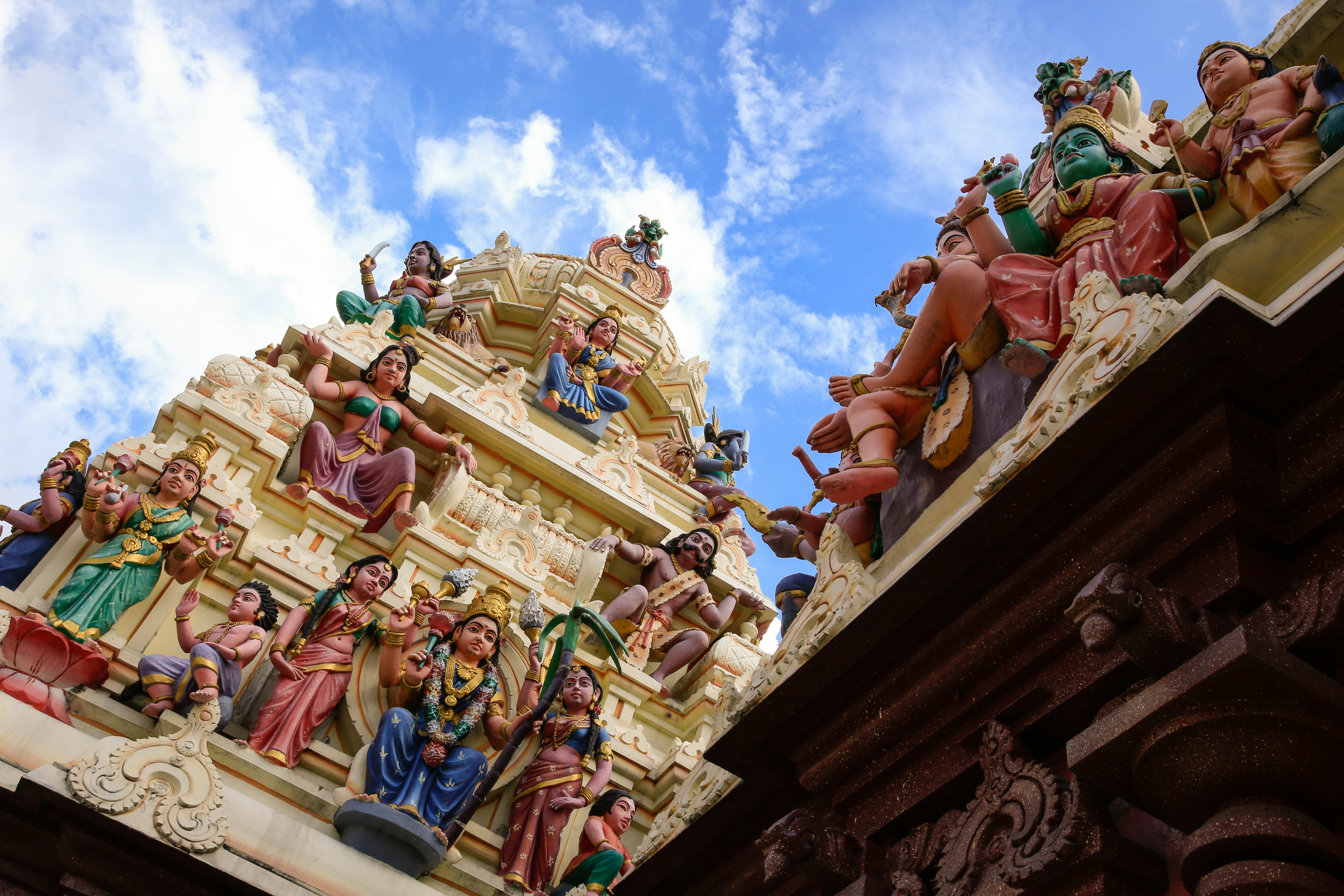
寺庙一览
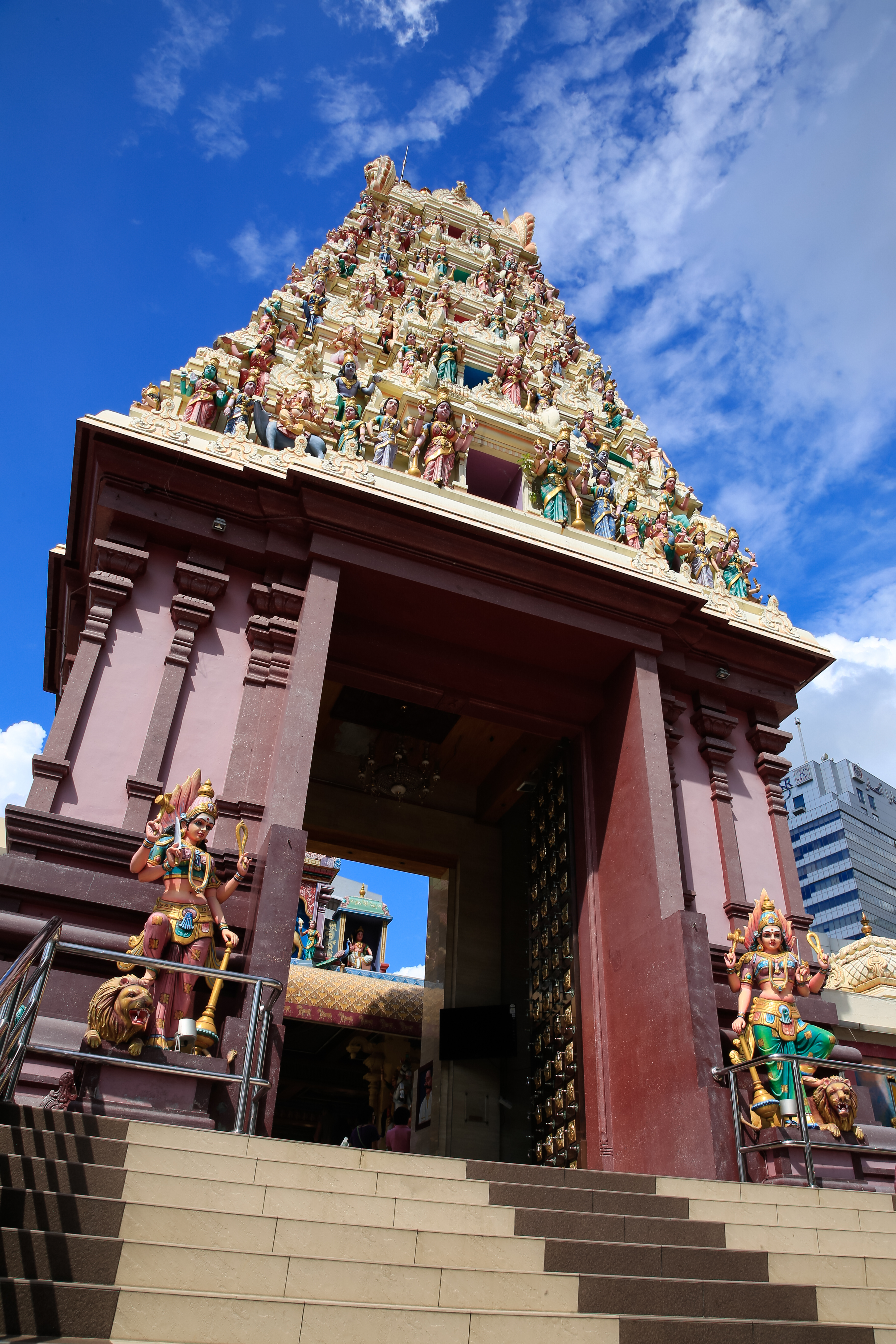
寺庙一览
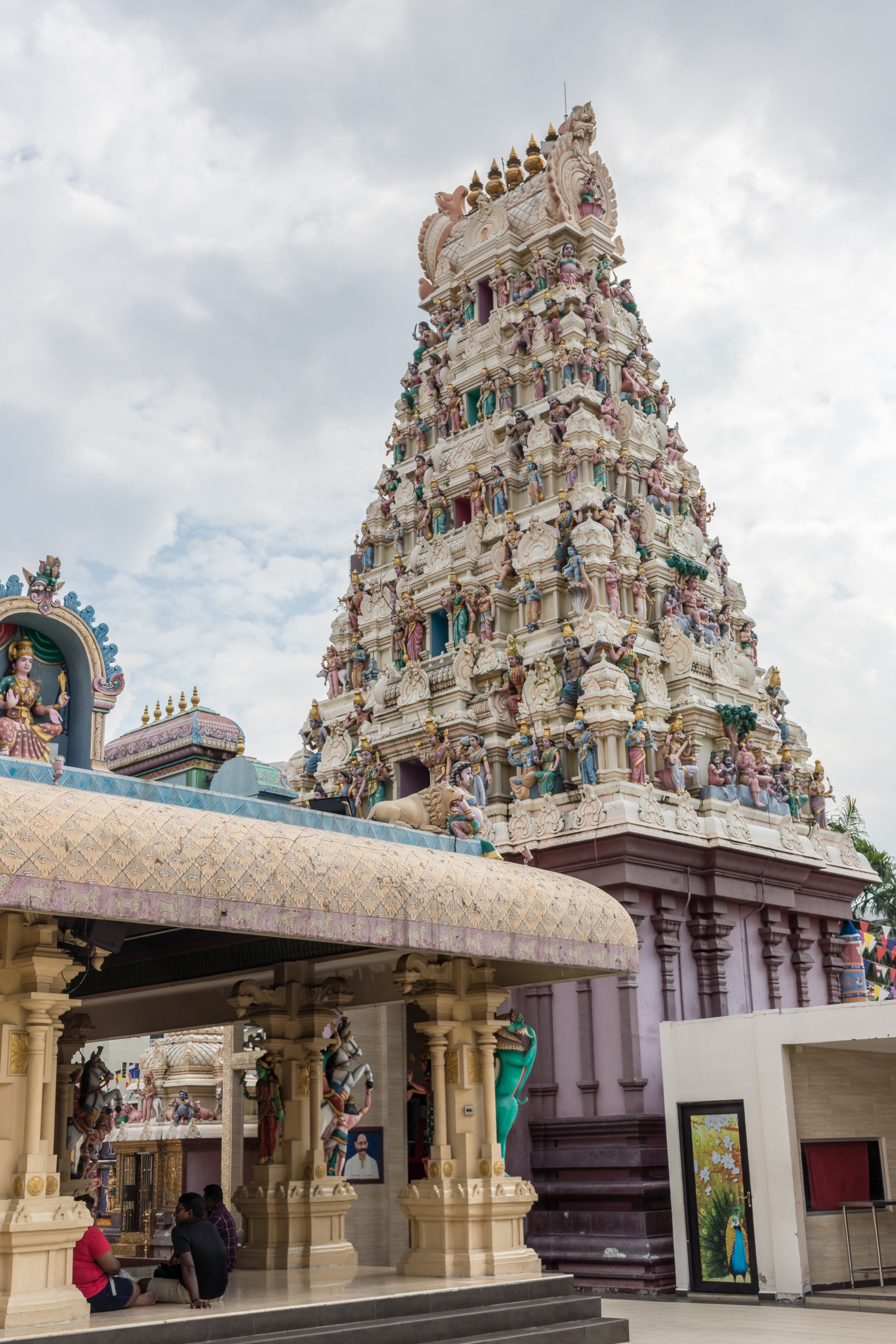
寺庙一览